# Goacampa olcesta
Goacampa olcesta är en fjärilsart som beskrevs av William Schaus 1939. Goacampa olcesta ingår i släktet Goacampa och familjen tandspinnare. Inga underarter finns listade i Catalogue of Life.